# Abel Rey

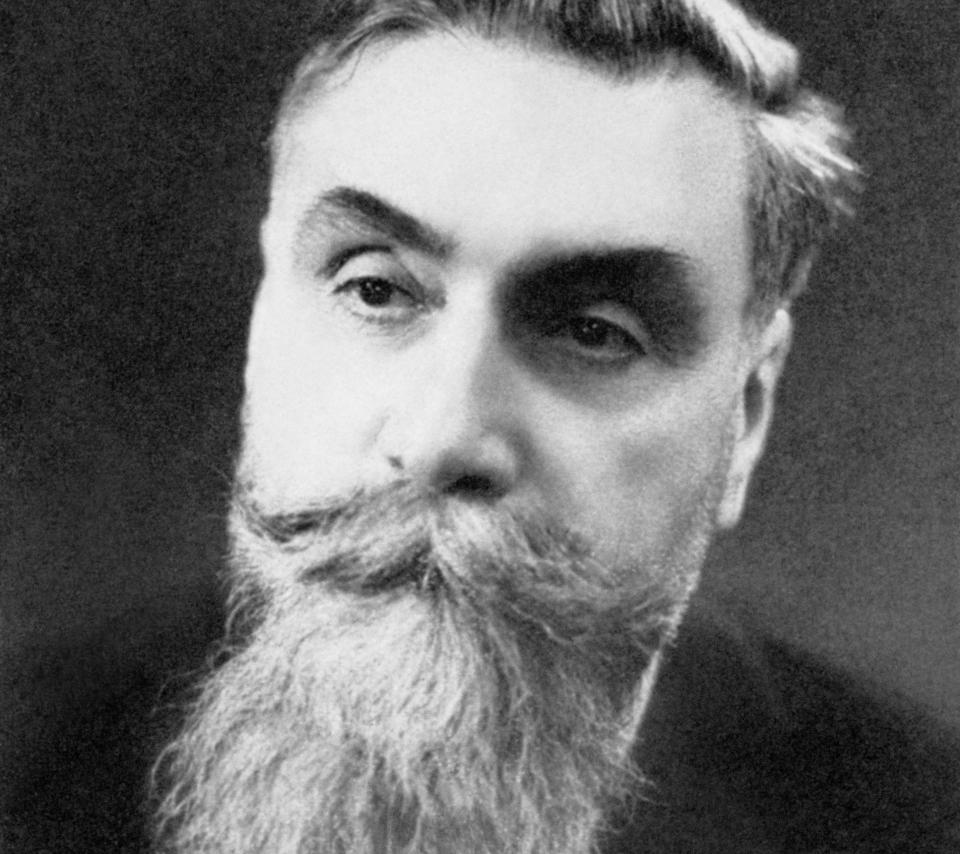
Abel Rey

Abel Rey (* 29. Dezember 1873 in Chalon-sur-Saône; † 13. Januar 1940 in Paris) war ein französischer Wissenschaftshistoriker und Wissenschaftsphilosoph.

## Leben
Rey besuchte nach Schulbesuch in Marseille und Paris das Lycée Louis-le-Grand und studierte in Paris an der Sorbonne bei Émile Boutroux, Victor Brochard, Émile Picard und Paul Tannery und besuchte auch die Vorlesungen von Henri Poincaré und arbeitete im Labor von Gabriel Lippmann und Edmond Bouty. Er erhielt seine Agrégation in Philosophie und zusätzlich ein Lizenziat in Naturwissenschaften und unterrichtete Philosophie an den Lyzeen in Bourg-en-Bresse und Beauvais. 1907 wurde er in Paris promoviert und 1908 war er an der Universität (Faculté de Science) in Dijon, wo er ein modernes Labor für experimentelle Psychologie einrichtete.
1919 wurde er Professor für Wissenschaftsgeschichte und Wissenschaftsphilosophie an der Sorbonne als Nachfolger von Gaston Milhaud. 1932 wurde er erster Direktor des neu gegründeten Institut d’histoire des sciences et des techniques, das in der Rue du Four in Paris war. Das war das erste Mal, das die Wissenschaftsgeschichte an einer französischen Universität als eigene Disziplin etabliert wurde und das Institut war fächerübergreifend angelegt. Er gab die Zeitschrift Thalès heraus, die 1934 bis 1968 unregelmäßig erschien und die Arbeit des Instituts begleitete.
Mit dem Institut verbunden war das Projekt der Encyclopédie Francaise von Lucien Febvre (ein Band behandelte auch die Mathematik, eingeleitet von Jacques Hadamard). Er war auch Herausgeber der Actualités Scientifiques et Industrielles, der Reihe Pour Servir a l’Histoire de la Pensée Moderne und Exposés d’Histoire et de Philosophie des Sciences.
Seine Philosophie war positivistisch (Auguste Comte, Ernst Mach), aber frei von Dogmatismus und fasziniert von den Wissenschaften. Rey bewunderte die Strenge von Immanuel Kant und war von Gaston Milhaud, Léon Brunschvicg und Émile Meyerson beeinflusst. Er befasste sich auch intensiv mit Psychologie.
Er war auch mit dem Centre International de Synthèse von Henri Berr und Aldo Mieli verbunden und leitete ab 1931 deren Sektion Synthèse Générale. 1928 gehörte er zu den Gründungsmitgliedern der Académie internationale d’histoire des sciences und war von 1929 bis 1931 einer der drei Vizepräsidenten.
Er schrieb ein fünfbändiges Werk über den Ursprung der Wissenschaften bei den Griechen. Dabei kritisierte er auch das seit Paul Tannery verbreitete Konzept der geometrischen Algebra der Griechen (1939).

## Schriften

### Bücher
- Leçons élémentaires de psychologie et de philosophie, 1903
- Éléments de philosophie scientifique et morale, 1903
- Leçons de morale fondées sur l’histoire des moeurs et des institutions 1905
- L’énergétique et le mécanisme au point de vue des conditions de la connaissance, Paris, F. Alcan, 1907 (Teil der Dissertation)
- La théorie de la physique chez les physiciens contemporains, 1907 (Teil der Dissertation), Archive
- La philosophie moderne, éd. Flammarion, 1909
- Le retour éternel et la philosophie de la physique, Flammarion 1927
- Les mathématiques en Grèce, au milieu du Ve siècle, 1935
- La science dans l’antiquité, 5 Bände, in der Reihe: L'évolution de l'humanité von Henri Berr:
  - La Science orientale avant les Grecs, 1930
  - La jeunesse de la science grecque, 1933
  - La maturité de la pensée scientifique en Grèce, 1939
  - L’apogée de la science technique grecque : les sciences de la nature et de l'homme; les mathématiques d’Hippocrate à Platon, 1946
  - L’apogée de la science technique grecque : l'essor des mathématiques, 1948

### Aufsätze
- Sur le positivisme absolut, Revue philosophique, Band 34, 1909, Nr. 68
- Vers le positivisme absolut, Revue philosophique, Band 34, 1909, Nr. 67
- Pour le réalisme de la science et de la raison, Revue metaphysique et de morale, Band 19, 1911, Nr. 4